# Suna (rejon suński)
Suna (ros. Суна) – osiedle typu miejskiego w Rosji, w obwodzie kirowskim, ośrodek administracyjny rejonu suńskiego. W 2021 liczyło 1969 mieszkańców.